# Kristoffer Olesen Larsen
Kristoffer Olesen Larsen (12. september 1899, Torslev Kær – 10. november 1964) var en dansk teolog, der var med til at stifte Tidehverv. Han var en fremtrædende og original repræsentant for den dialektiske teologi i Danmark i det 20. århundrede.
Olesen Larsen var søn af Kristoffer Larsen og Kirstine Marie Larsen, og tog studentereksamen fra Aalborg Katedralskole i 1919. Herefter studerede han ved Københavns Universitet, hvorfra han blev cand.theol. januar 1926.
Han virkede herefter som ordineret medhjælper ved Vridsløselille Straffeanstalt 1928-1932 og som residerende kapellan ved Esajas Kirke, Østervold Sogn 1932-1964. 1944-1961 var han tillige religionslærer ved Øregaard Gymnasium.
Tidsskriftet Tidehverv var han medudgiver af fra dets grundlæggelse i 1926 til sin død.

## Udvalgte værker
- Ordet om Gud: Prædikener fra Esajaskirken, 1933
- Livsmod paa Guds Ord, 1937
- Videnskaben og Mennesket, 1954
- Søren Kierkegaard læst af K. Olesen Larsen, 1966
- At være Menneske', 1967
- Fyrre Prædikener af K. Olesen Larsen, 1969
- Fra Esajas Kirken. Artikler fra et kirkeblad af K. Olesen Larsen, 1972